# インノケンティウス2世 (ローマ教皇)
インノケンティウス2世（Innocentius II, ? - 1143年9月24日）は、第164代ローマ教皇（在位：1130年2月14日 - 1143年9月24日）。本名グレゴリオ・パパレスキ（Gregorio Papareschi）。

## 生涯
出身はローマ。家系は貴族で、1122年に教皇カリストゥス2世から助祭枢機卿に任命され、同年のヴォルムス協約締結交渉に参加。教皇特使も務め、敬虔かつ魅力的な人柄で人気を集めた。
1130年に教皇ホノリウス2世が死去すると、枢機卿の間でインノケンティウス2世と対立教皇アナクレトゥス2世の両派に分裂して抗争した。若い進歩派の北イタリア・フランス出身のグループは前者を、高齢で保守派のローマ出身枢機卿のグループは後者を選び、進歩派はパパレスキを教皇インノケンティウス2世に選出したが、反発した保守派はピエトロ・ピエルレオニを教皇アナクレトゥス2世に選出、シチリア王ルッジェーロ2世の支持を得たアナクレトゥス2世にローマを押さえられたためフランスへ亡命せざるを得なかった。
フランスではクレルヴォーのベルナルドゥス、ドイツ王ロタール3世、フランス王ルイ6世など多くの国々の君主や教会に支持され、ロタール3世に正式な神聖ローマ皇帝として戴冠する見返りに援軍を要請して1133年にローマへ進軍した。しかしこの時はアナクレトゥス2世の反撃でピサに退却した。
5年後の1138年にアナクレトゥス2世は死去、後継者にウィクトル4世が擁立されたが、彼はベルナルドゥスに説得され2か月で退位した。このため、翌1139年に第2ラテラン公会議を召集して事態の収拾を図り教会改革を行おうとしたが、同年のルッジェーロ2世との戦争に敗れて捕虜となったため、彼にシチリア王位を正式に与え、イタリアの広い領土も譲る和睦を結ぶことを余儀無くされ捕虜から解放、ルッジェーロ2世の支持を得てローマへ戻り正式な教皇となった。しかし、ローマではその後も党派争いが続き、1143年9月24日に教皇が死去するまで不安定な時期が続いた。
教会改革は何ら成果を上げられず、ピエール・アベラールの学説を排斥したことだけが教理史上で特筆されることだった。他の出来事には世俗君主との争いがあり、アナクレトゥス2世派のアキテーヌ公ギヨーム10世はベルナルドゥスと対立（1135年にベルナルドゥスの説得で回心）、ルイ6世の息子ルイ7世は王妃アリエノール・ダキテーヌ（ギヨーム10世の長女）にそそのかされ、義妹ペトロニーユ・ダキテーヌとヴェルマンドワ伯ラウル1世を結婚させるため彼と前妻エレオノール・ド・シャンパーニュの婚姻の無効を宣言、教皇が任命したブールジュの大司教を受け入れを拒んだ。このため教皇は1142年にラウル1世・ペトロニーユと結婚関係者の聖職者たちおよびルイ7世を破門、フランスの聖務停止命令を下した（次の教皇ケレスティヌス2世は事態収拾を図りルイ7世の破門と聖務停止命令を解除した）。